# Francis Dreyfus
Francis Dreyfus (Le Raincy, 2 marzo 1940 – Neuilly-sur-Seine, 24 giugno 2010) è stato un produttore discografico francese.

## Biografia
È nato a Le Raincy, da madre rumena e padre alsaziano. Suo padre fu discendente del famoso capitano Alfred Dreyfus.

## Carriera
Principalmente si è concentrato sulla musica jazz ed elettronica, pubblicando il primo lavoro di successo di Jean-Michel Jarre, Oxygène.
Nel 1971, è stato il fondatore dell'etichetta francese Les Disques Motors e divenne il produttore del cantautore francese Christophe. Nel 1985 fonda la Disques Dreyfus Nel 1991, fonda anche un'etichetta jazz denominata Dreyfus Jazz, i cui troviamo artisti con questa etichetta come Marcus Miller, Steve Grossman, Richard Galliano e Alan Stivell.

## Vita privata
Si sposa con l'attrice Pascale Audret, e ha 3 figlie Laura, Chloe e Julie, l'ultima famosa attrice che è stata protagonista di pellicole quali Kill Bill: Volume 1 e Bastardi senza gloria di Quentin Tarantino.

## Morte
Francis Dreyfus è morto a Neuilly-sur-Seine, un comune alle porte di Parigi, il 24 giugno 2010 a 70 anni.